# Sainte-Austreberthe (Seine-Maritime)
Sainte-Austreberthe is een gemeente in het Franse departement Seine-Maritime (regio Normandië). De gemeente telt 583 inwoners (1999) en maakt deel uit van het arrondissement Rouen.

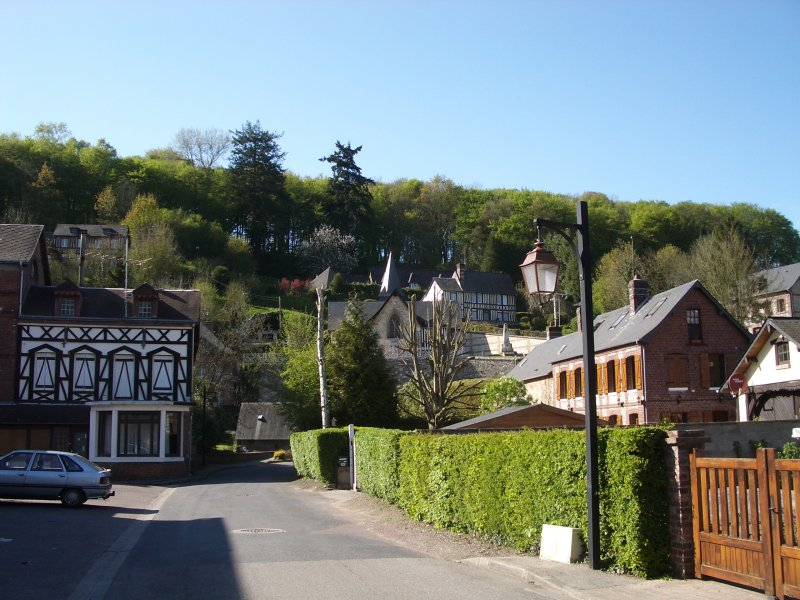
Dorpscentrum van Sainte-Austreberthe

## Geografie
De oppervlakte van Sainte-Austreberthe bedraagt 6,1 km², de bevolkingsdichtheid is 95,6 inwoners per km².
De onderstaande kaart toont de ligging van Sainte-Austreberthe (Seine-Maritime) met de belangrijkste infrastructuur en aangrenzende gemeenten.

## Bezienswaardigheden
- De Église Sainte-Austreberthe

## Demografie
Onderstaande figuur toont het verloop van het inwonertal (bron: INSEE-tellingen).